# Ramon di Clemente
Ramon di Clemente (født 2. maj 1975 i Johannesburg, Sydafrika) er en sydafrikansk tidligere roer.
Di Clemente vandt, som makker til Donovan Cech, bronze i toer uden styrmand ved OL 2004 i Beijing. Med medaljen skrev de historie som de første afrikanske OL-medaljevindere i roning nogensinde. Parret blev i finalen besejret af australierne Drew Ginn og Duncan Free, der vandt guld, og af brødrene Siniša og Nikša Skelin fra Kroatien, der fik sølv. Parret deltog i samme disciplin ved OL 2000 i Sydney, hvor de sluttede på sjettepladsen, og di Clemente var også, som makker til Shaun Keeling, med ved OL 2008 i Beijing.
Di Clemente og Cech vandt desuden fire VM-medaljer i toer uden styrmand, sølv i 2002 og 2005, og bronze i 2001 og 2003.

## OL-medaljer
- 2004:  Bronze i toer uden styrmand